# Halvbandad tandkarp
Halvbandad tandkarp (Epiplatys chaperi) är en fiskart som först beskrevs av Sauvage 1882.  Halvbandad tandkarp ingår i släktet Epiplatys och familjen Nothobranchiidae. IUCN kategoriserar arten globalt som nära hotad. Inga underarter finns listade i Catalogue of Life.